# Haykel Guemamdia
Haykel Guemamdia (en árabe: هيكل قمامدية‎) (nacido el 22 de diciembre de 1981) es un futbolista de Túnez. Juega como delantero en el Club Sportif Sfaxien.
Guemamdia tenía un contrato con RC Strasbourg en Francia de la Ligue 1.
Guemamdia fue miembro de la selección tunecina para la copa Copa Mundial FIFA 2006, después de haber sido convocado como reemplazo de último momento del jugador lesionado Mehdi Meriah. Hasta el 19 de junio de 2006, Guemamdia había ganado 14 copas de África y anotó 5 goles para su país, su primera aparición fue en contra de Malawi el 26 de marzo de 2006.